# Lombarda
Lombarda (khoảng 1190 - 1217 đến 1262) là một trobaritz vào đầu thế kỷ 13. Bà là người hát rong tại Toulouse. Bà chỉ được biết đến bởi từ tác phẩm vida của bà và một bản tenso ngắn. Mặc dù tên của bà khiến người ta nghĩ rằng bà đến từ Lombardy, sẽ là hợp lý hơn khi cho rằng bà là thành viên của một gia đình làm tài chính hay ngân hàng, vì từ "lombard" được sử dụng trong Tây Âu vào thời điểm đó. Nhiều học giả đã cho rằng vì có sự liên kết với một vị chúa của Armagnac, bà đến từ Gascony.
Bà viết các tác phẩm của mình theo phong cách trobar clus và bà là một trong những người phụ nữ làm như vậy. Tác phẩm còn tồn tại cho đến bây giờ của bà là bản vida của bà và một bản razo. Theo như bản vida của bà, Lombarda là một người phụ nữ quý phái, xinh đẹp, duyên dáng và có học thức. Bà có kỹ năng sáng tác fin'amours. Tính từ quý phái và danh xưng kính cẩn Na (có nghĩa là quý bà) được gắn cho bà cho thấy bà đã lập gia đình, có lẽ ở đầu những tuổi 20.
Thỉnh thoảng, cho đến năm 1217, Bernart Arnaut, người anh em của Geraud V của Armagnac, đến thăm Lombarda và trở thành một người bạn của bà. Tuy nhiên, ông đã rời đi mà không nhìn bà lần cuối và gửi một bài thơ ngắn đến nhà của bà. Đáp lại bức thư đó, Lombarda đã viết trả lời và gửi cho Arnaut.